# أمريكا المفتوحة 1986 (كرة مضرب)
قائمة بالأبطال في بطولة أمريكا المفتوحة لعام 1986:

## الكبار

### فردي رجال
إيفان ليندل هزم  ميلوسلاف مايتشاير, 6-4, 6-2, 6-0

### فردي سيدات
مارتينا نافراتيلوفا هزم  هيلينا سوكوفا, 6-3, 6-2